# Mariel
Mariel ist eine Stadt und ein Municipio in der kubanischen Provinz Artemisa. Bis 2010 gehörte das Municipio zur danach aufgelösten Provinz La Habana. 
Mariel liegt etwa 40 Kilometer westlich der kubanischen Hauptstadt Havanna an der südöstlichen Seite der Mariel-Bucht. Auf der östlichen Seite der Bucht liegt ein Seehafen, ein Zementwerk und ein Kraftwerk. Auf der westlichen Seite befand sich eine U-Boot-Basis, heute eine Sonderwirtschaftszone. In dem Municipio leben 44.597 Menschen auf einer Fläche von 270,6 km², was einer Bevölkerungsdichte von 164,8 Einwohner je km² entspricht.
Mariel hat den kubanischen Hafen, der am nächsten zu den USA liegt. Dank Ausbau und Tiefe wird Seehandel zunehmend hier statt in den Häfen in Havanna abgewickelt. Im April bis Oktober 1980 flüchteten von diesem Hafen rund 125.000 Kubaner in Richtung USA. Viele von ihnen erreichten ihr Ziel, einige starben jedoch im Meer. Dieses als Mariel-Bootskrise bekannte Ereignis findet sich in der Eröffnungsszene des Spielfilms Scarface von Brian De Palma wieder.
Ernest Hemingways Enkelin Mariel soll nach diesem Ort benannt worden sein.

## Hafenausbau von Mariel
Der Hafen von Mariel wird zum größten Containerhafen der Karibik ausgebaut. Der Bau erfolgte durch ein Joint-Venture mit dem brasilianischen Unternehmen Odebrecht und dem kubanischen Unternehmen Almacenes Universal S.A.
Die Gesamtinvestitionen betragen 600 Millionen US-Dollar.
Die Hafeneinfahrt erhielt eine Breite von 700 Metern, die es erlaubt, zwei große Containerschiffe gleichzeitig aufzunehmen. Der Hafen ist für Schiffe mit bis zu 15 Metern Tiefgang zugänglich (Im Vergleich dazu: Der Hafen von Havanna ermöglicht nur 11 Meter Tiefgang). Am Ende der Ausbauarbeiten sollte das Terminal eine Kapazität von 850.000 bis eine Million TEU verwalten können (Hafen Havanna: 350.000 TEU). Dieser Ausbau soll es Mariel ermöglichen, große Containerschiffe zu empfangen die von Asien über den Pazifischen Ozean und den Panamakanal nach Kuba fahren. Auch soll Mariel optimale Bedingungen für US-amerikanische Container bieten. Mariel soll damit den Hafen von Havanna von Frachtaufgaben befreien, da dieser in Zukunft nur noch touristisch genutzt werden soll. 
Das Containerterminal wurde im Januar 2014 mit einer jährlichen Kapazität von 824.000 TEU eröffnet und wickelte im ersten operativen Halbjahr 57 Schiffe mit einer Größe von bis zu 15.000 TEU ab. 2014 wurden im Containerterminal Mariel 211.000 TEU umgeschlagen, für 2015 wurden 315.000 TEU erwartet.
Ende 2013 wurde eine 465 km² große Industrie- und Logistik-Zone (Sonderwirtschaftszone) am Hafen angelegt, die von der zu den kubanischen Streitkräften gehörenden Unternehmensholding GAESA verwaltet wird. Bisher gibt es allerdings nur wenige Zusagen interessierter Unternehmen gab. Zuviel Bürokratie und zu viele Auflagen sollen der Grund dafür sein.